# 叶青 (演员)
叶青（1988年11月13日—），滿族，内蒙古自治区呼伦贝尔市牙克石市出生，北京电影学院2006级表演系大专毕业，中专時期学習芭蕾舞。在电视剧《步步惊心》中饰演玉檀起而受到关注。

## 影视作品

### 电视剧
| 首播年份 | 剧名                       | 角色       | 备注                         |
| 2010年   | 《我的泡沫之夏》           | 夏静       |                              |
| 2011年   | 《步步驚心》               | 玉檀       |                              |
| 2012年   | 《真爱背后》               | 叶芝凡     |                              |
| 2012年   | 《轩辕剑之天之痕》         | 如烟       |                              |
| 2012年   | 《刷新三加七》             | 小美       |                              |
| 2014年   | 《步步惊情》               | 孟心怡     |                              |
| 2015年   | 《長在麵包樹上的女人》     | 葛米儿     |                              |
| 2016年   | 《解忧公主》               | 馮嫽       |                              |
| 2016年   | 《整容季》                 | 祁琪(客串) | 網絡劇                       |
| 2016年   | 《仙剑云之凡》             | 羽裳       |                              |
| 2017年   | 《遇見愛情的利先生》       | 紀智珍     |                              |
| 2017年   | 《漂洋过海来看你》         | 唐果果     |                              |
| 2017年   | 《深夜食堂》               | 明明       |                              |
| 2017年   | 《那片星空那片海(第二季)》 | 明珠       |                              |
| 2018年   | 《柜中美人》               | 芳草美人   | 客串                         |
| 2018年   | 《暧昧侦探》               | 陈曦       | 網絡劇                       |
| 2019年   | 《我知道你的秘密》         | 顾初       |                              |
| 2019年   | 《锦衣之下》               | 上官曦     |                              |
| 2020年   | 《无心法师III》            | 雪娘       | 網絡劇                       |
| 2020年   | 《我是余欢水》               | 唐韵       | 網絡劇                       |
| 2021年   | 《约定》                   | 蘇婷       | 網絡劇，單元《约定之年夜饭》 |
| 2021年   | 《斛珠夫人》               | 褚琳琅     |                              |
| 2023年   | 《无与伦比的美丽》         | 苏艺       |                              |
| 2023年   | 《虎鹤妖师录》             | 祁嫣然     | 網絡劇                       |
| 2023年   | 《我要逆风去》             | 宋稚       |                              |
| 2023年   | 《一念关山》               | 玲珑       | 網絡劇                       |
| 2024年   | 《孤舟》                   | 顾慧中     |                              |
| 2024年   | 《四方馆》                 | 白素琴     | 網絡劇，客串                 |
| 2025年   | 《蛮好的人生》             | 唐玲       |                              |
| 2025年   | 《正当防卫》               | 江婷       | 網絡劇                       |
| 待上映   | 《猎金风暴》               |            | 2017年拍摄                   |
| 待上映   | 《焰火明城》               |            |                              |
| 待上映   | 《兰香如故》               | 玉蝉       |                              |

### 电影
| 上映年份 | 电影名             | 角色       |
| 2006年   | 爱魔方             | 佳佳       |
| 2008年   | 山村流淌着母亲的河 | 青莲       |
| 2009年   | 小城大爱           | 丁玉兰     |
| 2010年   | 杜拉拉升职记       | 公司职员   |
| 2011年   | 無底洞 (2011電影)  | 顾小雨     |
| 2012年   | 爱在那一天         | 小雅       |
| 2013年   | 太极侠             | 青纱       |
| 2014年   | 城市游戏           | 西黛       |
| 2014年   | 绣春刀             | 张嫣       |
| 2015年   | 老炮儿             | 洋火儿职员 |
| 2016年   | 我最好朋友的婚礼   | 马丽       |
| 2016年   | 我的战争           | 王文珺     |
| 2019年   | 程序恋人(網絡電影) |            |
| 2020年   | 风平浪静           | 江帆       |

### 綜藝節目
- 2015年《我去上学啦》

### 短片
- 《钻石戒指》（短片）
- 《梦于梦的交界》（胶片短片）
- 《我们说好的》（胶片短片）
- 《电影少女》（网络短片，饰演  出演短片红绫）
- 《一家人》（网络短片，饰演小月）
- 《爱情三十六计》（网络短片，饰演女孩）
- 《方正笔记本电脑一爱呼吸》（网络短片，饰演海棠）
- 《快乐汉语》（网络短片，饰演小美）
- 2010年，《我的泡沫之夏》（网剧，饰夏静）
- 2010年，《爱呼吸成品》（微电影，饰女一号）
- 2013年，《合影》（微电影，饰于小爽）
- 2013年，《狠爱你》（微电影，饰女一號）

## 附註與參考資料
1. ↑  .   [2011年11月14日]. （原始内容存档于2014年7月26日）.